# Rune Skjærvold
Rune Skjærvold (* 13. September 1974 in Stavanger, Norwegen) ist ein ehemaliger norwegischer Handballspieler.

## Karriere
Rune Skjærvold begann in seiner Heimatstadt bei Stavanger IF mit dem Handballspiel. Dort debütierte er auch in der norwegischen Eliteserie. 1997 ging er nach Trondheim zum Heimdal HK, kehrte aber nach nur einem Jahr zurück in seine Heimatstadt, wo er sich allerdings dem Lokalrivalen und damaligen Meister Viking Stavanger anschloss. Mit Viking gewann er 2000 den Pokal. 2002 wechselte er erstmals ins Ausland, nämlich zum TUSEM Essen in die deutsche Handball-Bundesliga. Dort blieb er weitestgehend erfolglos, so dass er nach zwei Jahren zu seinem alten Verein zurückkehrte. Aber auch diesmal blieb er nicht lange; nach einem halben Jahr ging er wiederum zu Heimdal HK. Im Sommer 2003 wurde Skjærvold dann vom dänischen Erstligisten Bjerringbro-Silkeborg verpflichtet und auch sofort eingesetzt; weil aber noch keine Spielberechtigung für Skjærvold vorlag, wurden dem Verein daraufhin 4 Punkte abgezogen. Ab 2004 spielte Skjærvold noch zwei Jahre bei AaB Håndbold in Aalborg, ehe er 2006 in seine Heimat zurückkehrte, wo er sich Stord IL anschloss. 2012 beendete er seine Karriere bei Kolstad IL.
Rune Skjærvold hat 110 Länderspiele für die norwegische Männer-Handballnationalmannschaft bestritten. Sein größter Erfolg mit Norwegen war der 7. Platz bei der Handball-Weltmeisterschaft der Herren 2005. Mit Norwegen nahm er an der Handball-Europameisterschaft 2006 sowie an der Handball-Weltmeisterschaft der Herren 2007 in Deutschland teil, schied aber beide Male bereits nach der Vorrunde aus und belegte bei letzterer am Ende den 13. Platz. An der Handball-Europameisterschaft 2008 im eigenen Land nahm er ebenfalls teil.
Rune Skjærvold arbeitet hauptberuflich als Fotograf.